# Latirus philippinensis
Latirus philippinensis is een slakkensoort uit de familie van de Fasciolariidae. De wetenschappelijke naam van de soort is voor het eerst geldig gepubliceerd in 2003 door Snyder.